# Xenos vesparum

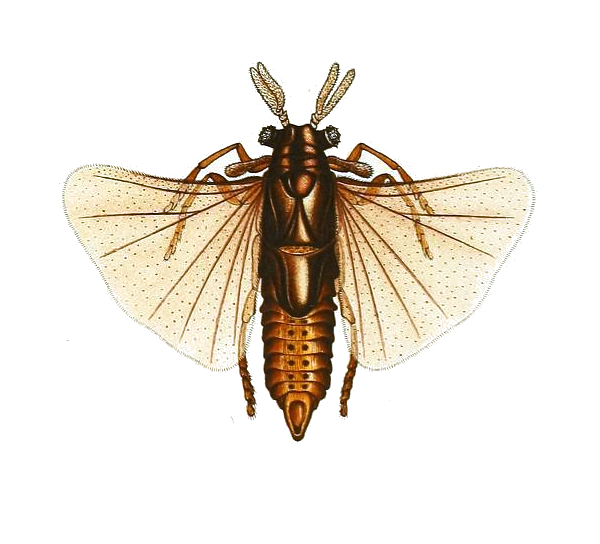
Männchen von Xenos vesparum

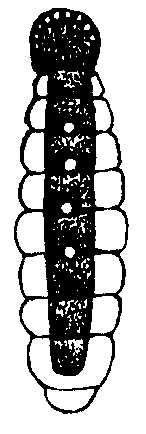
Weibchen von Xenos vesparum von unten

Xenos vesparum ist ein Parasitoid bzw. Endoparasitoid aus der Ordnung der Fächerflügler. Er befällt ausschließlich Wespen. Die Erstbeschreibung dieser Art erfolgte durch Pietro Rossi (1738–1804) im Jahre 1793.
Der Name leitet sich aus dem altgriechischen Wort ξένος (Xenos) ab, was Fremder oder auch Kriegsfeind bedeutet. Der zweite Namensteil leitet sich vom Lateinischen Begriff Vespa (Wespe) ab. Zusammengesetzt kann Xenos vesparum mit „Wespenfeind“ übersetzt werden.

## Merkmale
Die weiblichen Tiere erreichen eine Körperlänge von etwa 7,5 Millimeter. Durch ihre dauerhafte parasitische Lebensweise fehlen dem Weibchen Beine und Flügel. Die Sinnesorgane wie Fühler und Augen sind ebenfalls nicht ausgebildet. Sie besitzen einen Mund, mit dem sie die Hämolymphe ihres Wirtes aufnehmen, aber keine ausgeprägten Mundwerkzeuge.
Da der Entwicklungszyklus von Xenos vesparum mit dem Tod des Wirtes einhergeht, handelt es sich bei Xenos vesparum streng genommen um einen Parasitoiden und nicht um einen Parasiten.
Da die einzige Funktion des Weibchens die Fortpflanzung ist, besitzt es eine besondere Strategie der Brutpflege. Der Chitinpanzer wird nach der Häutung nicht vollständig abgestoßen, sondern verbleibt auf dem Tier (Puparium). Der Panzer bildet einen nach vorne offenen Brutraum, in dem das Weibchen bis zu 1000 Eier legt. Aus diesen schlüpfen Larven, die eine Länge von etwa einem viertel Millimeter besitzen.
Im Gegensatz zum Weibchen ist das Männchen deutlich kleiner (Geschlechtsdimorphismus). Seine Größe beträgt nur etwa 2 mm, und seine einzige Lebensaufgabe ist es, ein Weibchen, das in einer Wespe sitzt, aufzusuchen und zu begatten. Da es im Gegensatz zum Weibchen in seinem letzten Lebensabschnitt freilebend ist, besitzt es vollständige Beine, Flügel und Sinnesorgane. Die Flügel sind im Verhältnis zur Körpergröße groß und erlauben einen schnellen Flug. Sie können wie ein Fächer zusammengelegt werden. Dies ist auch der Grund für den Namen Fächerflügler. Umgekehrt als bei den Zweiflüglern ist nur das hintere Flügelpaar ausgebildet. Das vordere Flügelpaar verkümmerte im Verlauf der evolutionären Entwicklung zu Schwingkölbchen. Das Männchen hat nur schwach entwickelte Mundteile und nimmt im Verlauf seines kurzen Lebens keine Nahrung auf. Es lebt nur wenige Stunden, in denen es ein Weibchen zur Begattung finden muss.

## Wirtstiere
Xenos vesparum ernährt sich als Parasitoid von der Hämolymphe des Wirtstieres. Die Hauptorgane des Wirtes werden dabei nicht geschädigt. Xenos vesparum befällt ausschließlich Feldwespen der Gattung Polistes:
- Polistes biglumis (Berg-Feldwespe)
- Polistes dominulus (Haus-Feldwespe, veraltet: Gallische Feldwespe)
- Polistes gallicus (Gallische Feldwespe)
- Polistes nimpha (Heide-Feldwespe)

Die befallenen Wespen werden auch stylopisierte Wespen genannt. Die Bezeichnung kommt vom wissenschaftlichen Namen der Unterordnung der Fächerflügler, Stylopidia, der sich auf die Gattung Stylops mit einer ähnlichen Lebensweise bezieht.

## Vorkommen
Die Art ist auf das Verbreitungsgebiet ihres Wirtes beschränkt. Wie ihr Wirt ist sie in Nordafrika, Süd- und Mitteleuropa und dem Süden Skandinaviens, östlich bis zum Ural verbreitet.

## Lebensweise und Fortpflanzung
Trifft eine Larve von Xenos vesparum auf eine Wespe, so bohrt sich die Larve in den Hinterleib der Wespe. Bis zum Imago-Stadium bleiben die Weibchen in ihrem Wirt, und Teile ihres Körpers sind zwischen den Hinterleibsringen der Wespe sichtbar.
Hier ernährt sie sich von der Hämolymphe ihres Wirtes, ohne ihn zu töten. Das Wachstum der Xenos-vesparum-Larve geht auf Kosten des Wirtes. Durch die parasitoide Lebensweise werden die Wespen geschwächt. Stylopisierte Wespen sind in der Regel kleiner als ihre unbefallenen Artgenossen. Befall vieler Wespen eines Volkes kann zum Sterben des ganzen Staates führen.

### Steuerung des Wirtsorganismus
Die Larve von Xenos vesparum beeinflusst das Verhalten des Wirtes. Während unbefallene Wespen nach Futter suchen, sich um die Brut kümmern oder das Nest verteidigen, zieht sich das befallene Insekt immer mehr zurück und beteiligt sich nicht mehr an den Aufgaben innerhalb des Insekten-Staates.
Bemerkenswert an Xenos vesparum ist, dass die Parasitoiden eine vollständige Kontrolle über das Verhalten ihres Wirtes erlangen. Wie dies genau geschieht, ist zurzeit unbekannt (Stand: 2014), aber Ziel verschiedener Forschungsprojekte.
Wenn die befallenen Wespen ausschwärmen, können die parasitierenden Fächerflügler sie derart steuern, dass mehrere befallene Wespen zueinander finden. Wegen dieses ‚ferngesteuerten‘ Verhaltens wird die befallene Wespe in der populärwissenschaftlichen Literatur auch als Zombie-Wespe bezeichnet. Treffen derart gesteuert mehrere befallene Wespen aufeinander, so bohren sich die Männchen von Xenos vesparum aus dem Körper des Wirtes, um sich mit einem der zwischen den Hinterleibssegmenten der befallenen Feldwespen zur Hälfte fast reglos herausragenden Weibchen zu paaren. Die männlichen Tiere verlassen ihren Wirt also vollständig, während sich die weiblichen Tiere nur so weit herauswinden, wie es für die Paarung notwendig ist.

### Paarung
Im Verlauf der Paarung führt das Männchen seinen Penis in den Brutkanal des Weibchens ein.
Hierbei penetriert es die Wand des Brutkanals und injiziert das Sperma direkt in die Leibeshöhle des Weibchens.
Während der Wirt des Männchens von Xenos vesparum stirbt, nachdem das adulte Männchen den Wespenkörper verlassen hat, lebt der Wirt des weiblichen Tieres weiter. Wie bei vielen anderen Insekten sterben die männlichen Tiere bald nach der Paarung. Die Weibchen entwickeln sich mit den befruchteten Eiern im Wirtstier.
Die Eier wachsen zunächst in der Leibeshöhle des Weibchens heran. Ab einem bestimmten Entwicklungsstadium werden sie in die Bruthöhle gelegt.
Bei den stylopisierten Wespen setzt nun eine bemerkenswerte Verhaltensänderung ein. Während unbefallene Arbeiterinnen der Wespen keinen Winterschlaf halten und sterben, verhalten sich die befallenen Wespen wie Königinnen und überwintern im Bau.

### Entwicklung der Larven
Aus den Eiern entwickeln sich im Puparium die Larven. Wenn diese eine Größe von etwa 1/4 mm erreicht haben, verlassen sie den Wirtsorganismus. Die Larven besitzen Punktaugen und Beine und können sich selbstständig fortbewegen. Die Larven von Xenos vesparum werden an Orten freigesetzt, wo sich auch Wespen befinden können. Dies können von den Wespen bevorzugte Futterplätze, aber auch der Bau der Wespenkolonie sein. Trifft die Larve auf eine Wespe, so bohrt sie sich in diese hinein. Später häutet sich die Larve und entwickelt sich zu einem madenartigen Stadium. Im darauf folgenden Frühjahr ist der Entwicklungszyklus von Xenos vesparum abgeschlossen. Die neu entwickelten Larven werden in der Nähe der Wespenkolonie freigesetzt.

## Krankheiten
Xenos vesparum kann von Schimmelpilzen der Gattung Penicillium befallen werden.